# شندرشامی
شندر شامی روستایی در شهرستان اردبیل استان اردبیل در دامنه‌های سبلان است که از اردبیل تقریباً ۳۱ کیلومتر فاصله دارد. این روستا شامل چندید روستای کوچک به نام های چوخوریورد، امیرآباد، هاچا، چراپا، میان دره، اسماعیل کندی و کمرکندی است.

## جمعیت
شندرشامی در دهستان دوجاق بخش ثمرین قرار دارد و بر اساس سرشماری عمومی نفوس و مسکن در سال ۱۳۹۵ جمعیت آن ۱۳۱ نفر (۶۴ مرد ۶۷ زن) در ۳۵ خانوار بوده است.

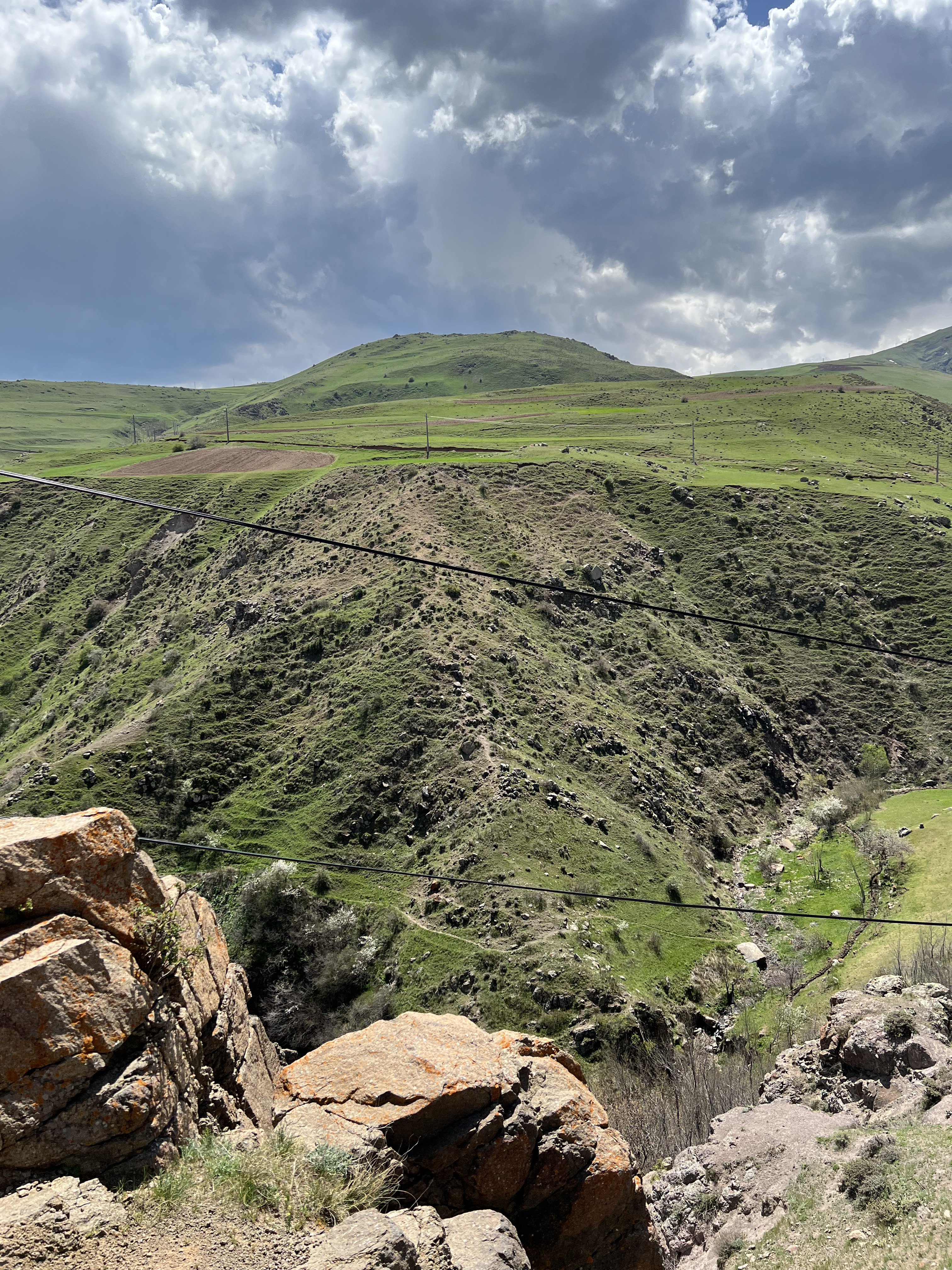
طبیعت روستای شندرشامی فصل بهار اردیبهشت ماه ۱۴۰۳

## طبیعت
روستای شندرشامی کوه های مرتفع و جنگل و طبیعت سرسبزی دارد به گونه ای که می تواند به عنوان مقصد سفر گردشگران انتخاب شود.

## زلزله ۶.۱ ریشتری
در تاریخ ‎۱۰ اسفند ۱۳۷۵ (۲۸ فوریه ۱۹۹۷ میلادی) ساعت ۱۲:۵۷:۱۸ به زمان یوتی‌سی در اردبیل شهر نیر رخ داد. زمین‌لرزه به وقت محلی در روز جمعه، ساعت ۱۶:۲۷:۱۸ روی داده و منطقه زمانی آن یوتی‌سی +۳٫۵ بوده‌است .عمق این زلزله ۱۰ کیلومتر بود، و بزرگی آن ۶٫۱ در مقیاس Mw اعلام شده‌است.خانه‌های خشتی و گلی اطراف اردبیل تاب تحمل زمین لرزه ۶.۱ ریشتری را نداشتند و به شعاع ۳۵ کیلومتر تمام روستاهای اطراف مرکز زمین لرزه کامل تخریب شده اند.
در این زلزله روستای شندرشامی نیز به دلیل اینکه خانه هایش خشت و گلی بود تا حدودی تخریب شد و ساختمانهای جدید مقاوم در برابر زلزله جای بسیاری از خانه های خشتی را گرفت. بدین ترتیب آداب و رسومی مثل "شال سالّاماق"، "روشن کردن تنور"، "کوءرسی" به تاریخ پیوست.

## معنی کلمه شندرشامی
معنی شندر در لغت نامه دهخدا “تکه ای/قسمتی از” و شامی به معنی “جنگل” است و شندر شامی یعنی قسمتی از جنگل/ تکه ای از جنگل.